# Куальюццо
Куальюццо (італ. Quagliuzzo, п'єм. Quajuss) — муніципалітет в Італії, у регіоні П'ємонт,  метрополійне місто Турин.
Куальюццо розташоване на відстані близько 550 км на північний захід від Рима, 45 км на північ від Турина.
Населення — 327 осіб (2014).
Щорічний фестиваль відбувається 2 лютого. Покровитель — Presentazione di Gesù al Tempio.

## Демографія
Населення за роками:

Станом на 1 січня 2023 року в муніципалітеті офіційно проживало 45 іноземців з 16 країн, серед них 25 громадян країн Євросоюзу.

## Сусідні муніципалітети
- Кастелламонте
- Луньякко
- Парелла
- Страмбінелло
- Торре-Канавезе
- Вістроріо